# 針ヶ谷夕雲
針ヶ谷 夕雲（はりがや せきうん、生年不詳 - 1669年（寛文9年））は、日本の江戸時代初期の兵法家、剣客。夕雲流、無住心剣流剣術の開祖。
名は正成。通称、五郎右衛門。

## 経歴
上野国針ヶ谷（旧埼玉県大里郡本郷村、現深谷市）に生まれる。真新陰流の小笠原長治（源信斎）が中国から帰国して後の門人といわれる。生涯52度の試合で不敗だった。夕雲は40歳ごろまでは師の刀法を守っていたが無学文盲で、本郷駒込龍光寺、虎白和尚のもとで参禅するようになり、相抜けの境地の前ではそれまでの刀法、八寸の延金のことごとくは虚構に過ぎないとして流儀を捨て、本然受用の一法を案出したとされる。いわく、「兵法を離れて勝理は明らかに人性天理の自然に安坐するところに存する」というもので、刀の勝負より心の勝負を説いたものとされる。その剣を「金剛般若経」から取り「無住心剣」と虎白は命名した。
夕雲は主取りすることなく浪人のまま過ごしたが、紀州藩から内証扶持をもらっていたとされる。晩年は江戸八丁堀に住み、寛文9年（1669年）に60余歳で没した。墓は渋谷、東福寺にある。
共に小笠原長治の弟子であった神谷直光（伝心斎）も晩年は儒教や禅に感化され流儀を離れ、独自の剣の道を切り開いた。

## 相抜け
「相抜け」とは夕雲が用いた剣術用語で、「無住心剣」による立ち合いの理想を説いたものとされる。双方が傷を負う相打ちとは異なり、相抜けは互いに空を打たせて、無傷の分かれとなる。むしろ高い境地に至った者同士であれば、互いに剣を交える前に相手の力量を感じ取り、戦わずして剣を納める、というものである。

## 無住心剣流の道統
夕雲の門人、小田切一雲（小手切一雲、空潤）は夕雲の思想をさらに徹底し、怒りを忘れ、私利私欲を離れた柔和・無拍子の哲理とした。合わせて師夕雲の体系を「夕雲流剣術書」や「天真独露」として文章化を行った。小田切一雲の門人、高田能種（源左衛門）は「神之信影流」を起こし、高田の門人、山森俊勝（喜兵衛）以降は山森氏によって代々加賀藩で継承された。同じく、真里谷義旭（円四郎）も一雲の門人として傑出した一人で、俗に「真里谷流」と呼ばれた。
また、井鳥為信（巨雲、のちに道島調心）は、樋口元雲に弘流を学ぶとともに、一雲の無住心剣を参照して雲弘流を起こしたとされる。
兵法家の白井亨は無住心剣に心酔し、それを体現できたと伝えられている。

## 針ヶ谷 夕雲を題材にした作品
小説
- 『針谷夕雲』（有馬頼義著、『日本剣客伝（四）』朝日新聞社　所収）
- 『剣鬼・針ヶ谷夕雲』（峰隆一郎著、徳間文庫）